# Micropsectra fossarum
Micropsectra fossarum е насекомо от разред Двукрили (Diptera), семейство Хирономидни (Chironomidae).